# Michaela Meijer
Sara Michaela Meijer (* 30. Juli 1993 in Göteborg) ist eine schwedische Leichtathletin, die sich auf den Stabhochsprung spezialisiert hat und in dieser Disziplin aktuell Inhaberin des Landesrekordes ist.

## Sportliche Laufbahn
Erste internationale Erfahrungen sammelte Michaela Meijer im Jahr 2009, als sie bei den Jugendweltmeisterschaften in Brixen mit übersprungenen 4,10 m die Silbermedaille hinter ihrer Landsfrau Angelica Bengtsson gewann. Im Jahr darauf gelangte sie bei den Juniorenweltmeisterschaften in Moncton bis in das Finale, scheiterte dann aber dort an der Anfangshöhe. 2011 schied sie bei den Junioreneuropameisterschaften in Tallinn mit 4,00 m in der Qualifikation aus und auch zwischen 2012 und 2013 bestritt Meijer aufgrund einer Knieverletzung beinahe keine Wettkämpfe. 2014 vertrat sie Schweden bei der Team-Europameisterschaft in Braunschweig. 2015 schied sie bei den Halleneuropameisterschaften in Prag mit 4,55 m in der Qualifikation aus und anschließend gewann sie bei den U23-Europameisterschaften in Tallinn mit einer Höhe von 4,50 m die Silbermedaille inter ihrer Landsfrau Bengtsson. Bei den Weltmeisterschaften in Peking konnte sie sich für das Finale qualifizieren und schied dort ohne eine überquerte Höhe aus. 2016 klassierte sie sich bei den Europameisterschaften in Amsterdam mit 4,55 m auf dem fünften Platz und nahm anschließend an den Olympischen Spielen in Rio de Janeiro teil, bei denen sie aber mit 4,45 m in der Qualifikation ausschied.
2017 wurde sie bei den Halleneuropameisterschaften in Belgrad mit 4,55 m erneut Fünfte und in Göteborg verbesserte sie im Juli den von Angelica Bengtsson gehaltenen schwedischen Rekord von 4,70 m um einen Zentimeter und qualifizierte sich damit auch für die Weltmeisterschaften in London, bei denen sie aber enttäuschend ohne eine übersprungene Höhe in der Qualifikation ausschied. 2018 bestritt sie verletzungsbedingt kaum Wettkämpfe und belegte dann bei den Leichtathletik-Halleneuropameisterschaften 2019 in Glasgow mit 4,45 m den achten Platz. Anfang Oktober schied sie dann bei den Weltmeisterschaften in Doha mit 4,35 m in der Vorrunde aus. 2020 wurde sie mit 4,52 m Dritte beim Bauhaus-Galan und siegte später bei der Gala dei Castelli mit einer Höhe von 4,70 m. Zudem steigerte sie in Norrköpping den Landesrekord auf 4,83 m. 2021 erreichte sie bei den Halleneuropameisterschaften in Toruń mit 4,35 m Rang neun. Im August startete sie erneut bei den Olympischen Sommerspielen in Tokio und verpasste dort mit 4,40 m den Finaleinzug.
2023 belegte sie bei den Halleneuropameisterschaften in Istanbul mit 4,45 m den siebten Platz. Im Juni wurde sie bei der 1. Liga der Team-Europameisterschaft im Zuge der Europaspiele in Chorzów mit 4,10 m Achte und anschließend schied sie bei den Weltmeisterschaften in Budapest mit 4,50 m in der Qualifikationsrunde aus.
In den Jahren 2009, 2017 und 2023 wurde Meijer schwedische Meisterin im Stabhochsprung im Freien sowie 2016, 2021 und 2023 in der Halle.